# Lindita Halimi

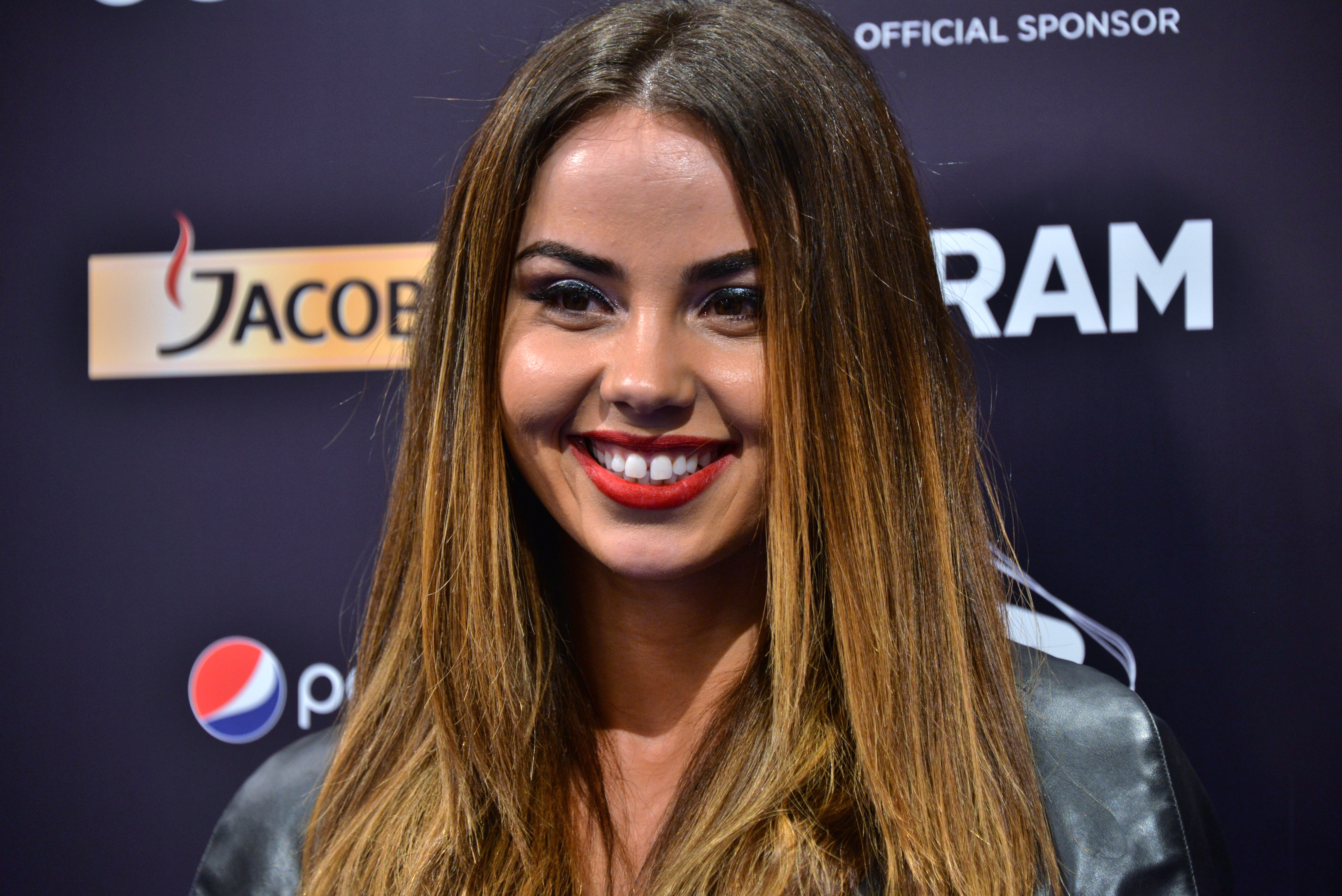
Lindita am Eurovision Song Contest 2017 in Kiew

Lindita Halimi (* 24. März 1989 in Vitia, SFR Jugoslawien, heute Kosovo; manchmal auch Linda Halimi, in den USA als Lindita bekannt) ist eine kosovo-albanische Sängerin. Sie vertrat Albanien beim Eurovision Song Contest 2017 in der Ukraine.

## Leben
Lindita Halimi nahm 2006 mit dem Lied Ëndërroja (Ich träume) am Top Fest teil und gewann. 2009 war sie Teilnehmerin des Kënga Magjike, wo sie für Të dua vërtet den Preis als beste Rock-Sängerin erhielt. Im Jahr darauf nahm sie zusammen mit Big D am Nota Fest teil und wurde mit dem Lied Supa Dupa Fly Zweite, erhielt aber den Preis für die beste Performance.
Lindita Halimi lebt seit 2013 in den Vereinigten Staaten und tritt dort nur unter ihrem Vornamen Lindita auf.
Beim Festivali i Këngës, dem albanischen Vorentscheid zum Eurovision Song Contest, erreichte Halimi 2014 mit Stë fal den dritten Platz. 2015 hatte sie den englischen Text für Elhaida Danis ESC-Beitrag I’m Alive geschrieben.
2016 nahm sie bei American Idol teil, schied aber in der Vorrunde aus. Im selben Jahr gewann sie mit Botë beim albanischen Vorentscheid und durfte somit Albanien im Mai 2017 beim 62. Eurovision Song Contest in Kiew vertreten. Nach der Teilnahme am ersten Halbfinale mit dem Titel World konnte sie sich allerdings nicht für das Finale des Wettbewerbs qualifizieren.

## Diskografie
Singles
- 2007: Vetëm sytë e tu (feat. Ngroba)
- 2008: Dallëndyshe (feat. Ngroba)
- 2009: Ëndërroja
- 2009: Të dua vërtet
- 2009: Nuk të dorëzohëm (feat. Erti Hizmo)
- 2010: Më e forte se kurrë
- 2010: Supa Dupa Fly (feat. Big D)
- 2010: Kur një ditë të kthehesh ti
- 2010: All Mine (feat. Nora Istrefi & Big D)
- 2011: Ndihmë
- 2011: Kohën do ta ndal
- 2012: I Just Wanna
- 2014: S’të fal
- 2015: Cold World
- 2016: Come Thru
- 2017: Now
- 2017: World
- 2017: Rock Whine
- 2018: Murda
- 2018: Holiday
- 2019: I Betcha
- 2019: Want My Love
- 2020: Gur
- 2020: Better You
- 2020: In The Air
- 2020: All The Way
- 2021: Pa t’pa